# A teljes igazság (Lost)
A teljes igazság a Lost – Eltűntek sorozat 40., a második évad 16. epizódja. Ezt a részt Karen Gaviola rendezte és Elisabeth Sarnoff, valamint Christina M. Kim írta. Először az ABC csatorna sugározta 2006. március 22-én. Az epizód visszapillantó részében tűnik fel először Kon Szonhva.

## Cselekmény
Amikor Sun elkezd émelyegni és szédülni, vesz egy terhességi tesztet, ami pozitív lesz. Ám ahelyett, hogy boldog lenne, összezavartnak látszik. Hogy miért, azt megtudjuk a visszatekintésből. Miután Jack és Sayid kísérlete kudarcba fullad, hogy kivallassák a foglyot, Locke arra gondol, Ana-Lucia talán rá tudja venni Henry Gale-t, hogy elmondja, hogyan került a szigetre. Ezután Ana-Lucia, Sayid és Charlie útra kelnek a dzsungelbe, hogy ellenőrizzék Henry sztoriját.